# Charles Haley
Charles Lewis Haley (Gladys, Virginia, 6 de enero de 1964), más conocido como Charles Haley, es un exjugador profesional estadounidense de fútbol americano que se desempeñó en la posición de defensive end y linebacker en la National Football League (NFL). Es miembro del Salón de la Fama del Fútbol Americano Profesional.

## Carrera
Haley jugó como profesional seis temporadas en San Francisco 49ers (1986-1991), después pasó a Dallas Cowboys (1992-1996), luego regresó a San Francisco 49ers, donde jugó dos temporadas (1998-1999), y fue el equipo en el que se retiró.

## Reconocimiento
El 31 de enero de 2015, fue seleccionado para ser miembro del Salón de la Fama del Fútbol Americano Profesional.